# Verzaken
Met verzaken wordt bedoeld dat men zijn of haar plicht niet nakomt. Binnen de kaartspelen wordt de term gebruikt voor een bepaalde kaart die men had moeten leggen, maar wat men niet heeft gedaan. Vaak gaat het er om, dat men een gespeelde kleur moet volgen als men een kaart van die kleur in de hand heeft. Soms is het verplicht om te troeven als men de gespeelde kleur niet in de hand heeft. Soms is men verplicht om te overtroeven.

## Kaartspel
Wanneer men verzaakt binnen een kaartspel volgt er meestal een straf, dit kan het verliezen van het gehele spel zijn, maar ook een paar punten minder. Verzaken komt vaker voor bij beginners dan bij gevorderden, aangezien men minder snel doorheeft dat men een bepaalde kaart moet leggen, wanneer men de spelregels niet geheel meester is. Hierbij moet worden opgemerkt dat verzaken vaker lijkt voor te komen bij een beginner die met een gevorderde speelt, aangezien een beginner vaker verzaakt en een gevorderde het vaker opmerkt.
Er kan ook moedwillig verzaakt worden. Dit geldt echter als valsspelen en kan, wanneer opgemerkt resulteren in bepaalde straffen. 